# باب مک‌فارلن
باب مک‌فارلن (نامشخص – اکتبر ۱۸۹۸) بازیکن فوتبال اهل اسکاتلند بود که در پست مدافع بازی می‌کرد. او برای باشگاه‌های منچستر یونایتد، ساندرلند آلبیون، بوتل و Airdrieonians بازی کرد.